# Waipara (fleuve)
Le fleuve Waipara (en anglais : Waipara River) est un cours d’eau de l’Île du Sud de la Nouvelle-Zélande.

## Géographie
Le fleuve est longue d’environ 40 km et a une surface de drainage de 726 km2.
Le fleuve passe à travers la petite ville de Waipara sur son trajet vers le sud en direction de l’Océan Pacifique qu‘il atteint à l’extrémité nord de la baie de Pegasus.
Une petite rivière nommée aussi ‘Waipara’ se draine aussi à partir du “Glacier Bonar” située sur le Mont Aspiring/Tititea avant de rejoindre la rivière Arawhata et de s’écouler vers le nord-ouest en se déversant dans la Mer de Tasman au niveau  de la Baie Jackson.